# Barbara Owens
Pour les articles homonymes, voir Owens.
Barbara Owens, née en 1934 à Carrollton, dans l'Illinois, aux États-Unis, et morte en 2008 à San José, en Californie, est une femme de lettres américaine, auteure de littérature policière et de science-fiction.

## Biographie
En 1979, elle remporte le prix Edgar-Allan-Poe de la meilleure nouvelle avec La Tête dans les nuages (The Cloud Beneath the Eaves), publiée l'année précédente dans Ellery Queen's Mystery Magazine.

## Œuvre

### Nouvelles

#### SérieTerry Hacker et Hank Skovich
- Dead Ringers (1992)
- Ties That Bind (1994)
- Personal Debts (1995)
- Hard Times (1996)

#### Autres nouvelles
- The Cloud Beneath the Eaves, dans le Ellery Queen's Mystery Magazine (1978) Publié en français sous le titre La Tête dans les nuages, dans le recueil Histoires sidérantes, Paris, Pocket, coll. « Presses-Pocket » no 1821 (1982)  (ISBN 2-266-01116-2)
- A Little Piece of Room, dans le Ellery Queen's Mystery Magazine (1979)
- The Music in His Veins, dans le Ellery Queen's Mystery Magazine (1980) Publié en français sous le titre La Musique dans les veines, Paris, LGF, Alfred Hitchcock magazine 2e série no 6 (mai 1989) ; réédition dans le recueil Horace et les Voraces, Paris, Librairie des Champs-Élysées, coll. « Club des Masques » no 1002 (1992)  (ISBN 2-702-42269-1)
- The New Man (1982)
- Something Evil (1982)
- Happy Birthday, Little Elroy (1982)
- Silent Witness, dans le Ellery Queen's Mystery Magazine (1982)
- Professor Smitt's Amazing Tiny Town (1983)
- Precious Thing (1983)
- Blue Crick Holler Folks (1984)
- The Doors (1984)
- Noplace Else to Go (1985)
- The Line Between (1985)
- Portrait: Edward Larabee (1986)
- The Greenhill Gang, dans le The Magazine of Fantasy & Science Fiction (1987)  Publié en français sous le titre La Bande de Greenhill, Paris, Éditions OPTA, Fiction no 390 (octobre 1987)
- Chain, dans le The Magazine of Fantasy & Science Fiction (1987) Publié en français sous le titre La Chaîne, Paris, Éditions OPTA, Fiction no 402 (novembre 1988)
- Sliding (1988)
- The Killing of Bull Kirkshaw (1990) Publié en français sous le titre Mensonges, Paris, LGF, Alfred Hitchcock magazine 2e série no 34 (décembre 1991) ; réédition dans le recueil L'Hôte d'un soir, Paris, Librairie des Champs-Élysées, coll. « Club des Masques » no 1021 (1995)  (ISBN 2-702-48815-3)
- A Marty Kind of Guy, dans le Ellery Queen’s Mystery Magazine (1990)
- Mercy’s Killing, dans le Ellery Queen’s Mystery Magazine (1992)
- Best Friends, dans le Ellery Queen’s Mystery Magazine (1992)
- The Real Story, by Jenny O’Toole, dans le The Magazine of Fantasy and Science Fiction (1992)
- Teeny Ann dans le Ellery Queen’s Mystery Magazine (1992)
- On Lookout, dans le Ellery Queen’s Mystery Magazine (1993)
- Who Killed Wee Winky?, dans le Ellery Queen’s Mystery Magazine (1993)
- All in the Eyes, dans le Ellery Queen’s Mystery Magazine (1993)
- Footprints, dans le Ellery Queen’s Mystery Magazine (1994)
- Bad Habits, dans le Ellery Queen’s Mystery Magazine (1994)
- Dying for Love, dans le Ellery Queen’s Mystery Magazine (1995)
- In a Quiet Neighborhood, dans le Ellery Queen’s Mystery Magazine (1997)
- The Fruit Cellar, dans le Ellery Queen’s Mystery Magazine (1997)
- How Things Are, dans le Ellery Queen’s Mystery Magazine (1997)
- Do or Die, dans le Ellery Queen’s Mystery Magazine (1998)
- A Quiet Pool, dans le Ellery Queen’s Mystery Magazine (2001)
- In My House, dans le Ellery Queen’s Mystery Magazine (2002)

## Adaptation
- 1984 : The New Man, épisode de la série télévisée Histoires de l'autre monde (Tales from the Darkside)

## Prix et distinctions

### Prix
- Prix Edgar-Allan-Poe 1979 de la meilleure nouvelle pour The Cloud Beneath the Eaves[1]